# Турска на Европском првенству у атлетици у дворани 2017.
Турска је учествовала на 34. Европском првенству у дворани 2017 одржаном у Београду, Србија, од 3. до 5. марта.  Ово је било двадесет девето Европско првенство у атлетици у дворани од његовог оснивања 1970. године на којем је Турска учествовала. Репрезентацију Турске представљало је 15 спортиста, (9 мушкараца и 6 жена) који су се такмичили у 6 дисциплина (3 мушке и 3 женске).
На овом првенству Турска је делила 18 место по броју освојених медаља са 1 медаље (сребрна). У табели успешности према броју и пласману такмичара који су учествовали у финалним такмичењима (првих 8 такмичара) Турска је са 2 такмичара заузела 24. место са 10 бодова, од 36 земље које су имале представнике у финалу. Укупно је учествовало 49 земаља.
| Пл. | Земља  | 1. место | 2. место | 3. место | 4. место | 5. место | 6. место | 7. место | 8. место | Бр. фин. Бод. |
| --- | ------ | -------- | -------- | -------- | -------- | -------- | -------- | -------- | -------- | ------------- |
| 24. | Турска | -        | 1 - 7    | –        | –        | –        | 1 – 3    | -        | –        | 2 - 10        |

## Учесници
| Мушкарци: - Батухан Алтинтас — 400 м, 4 х 400 м - Али Каја — 3.000 м - Арас Каја — 3.000 м - Рамазан Оздемир — 3.000 м - Махсум Коркмаз — 4 х 400 м - Акин Озјурек — 4 х 400 м - Мехмет Гузел — 4 х 400 м - Јавуз Џан — 4 х 400 м - Енис Унсал — 4 х 400 м | Жене: - Мерјем Акдаг — 1.500 м - Озлем Каја — 1.500 м - Јасемин Џан — 3.000 м - Тугба Гувенч — 3.000 м - Емине Хатун Туна — 3.000 м - Емел Дерели — Бацање кугле |  |

## Освајачи медаља (1)

### Сребро (1)
- Јасемин Џан — 3.000 м

## Резултати

### Мушкарци
| Атлетичар        | Дисциплина | Лични рекорд | Квалификације | Квалификације | Полуфинале | Полуфинале   | Финале               | Финале       | Детаљи |
| Атлетичар        | Дисциплина | Лични рекорд | Резултат      | Место         | Резултат   | Место        | Резултат             | Место        | Детаљи |
| ---------------- | ---------- | ------------ | ------------- | ------------- | ---------- | ------------ | -------------------- | ------------ | ------ |
| Батухан Алтинтас | 400 м      | 46,55        | 47,44 КВ      | 2. у гр. 4    | 47,89      | 5. у гр. 1   | Није се квалификовао | 11 / 24 (28) |        |
| Али Каја         | 3.000 м    | 7:38,42 НР   | 7:56,36 кв    | 5. у гр. 1    |            |              | 8:08,92              | 9 / 21 (23)  |        |
| Арас Каја        | 3.000 м    | 7:54,63      | 7:58,61 КВ    | 2. у гр. 2    | 8:16,36    | 12 / 21 (23) |                      |              |        |
| Рамазан Оздемир  | 3.000 м    | 7:52,64      | 7:59,35 кв    | 7. у гр. 1    | 8:10,99    | 11 / 21 (23) |                      |              |        |
| Батухан Алтинтас | 4 х 400 м  | 3:11,28 НР   |               |               |            |              | 3:15,97              | 6 / 6        |        |
| Махсум Коркмаз   | 4 х 400 м  | 3:11,28 НР   |               |               |            |              | 3:15,97              | 6 / 6        |        |
| Акин Озјурек     | 4 х 400 м  | 3:11,28 НР   |               |               |            |              | 3:15,97              | 6 / 6        |        |
| Мехмет Гузел     | 4 х 400 м  | 3:11,28 НР   |               |               |            |              | 3:15,97              | 6 / 6        |        |

### Жене
| Атлетичарка      | Дисциплина   | Лични рекорд | Квалификације  | Квалификације | Полуфинале            | Полуфинале | Финале                | Финале  | Детаљи |
| Атлетичарка      | Дисциплина   | Лични рекорд | Резултат       | Место         | Резултат              | Место      | Резултат              | Место   | Детаљи |
| ---------------- | ------------ | ------------ | -------------- | ------------- | --------------------- | ---------- | --------------------- | ------- | ------ |
| Мерјем Акдаг     | 1.500 м      | 4:09,95      | 4:16,08        | 6. у гр. 2    |                       |            | Нису се квалификовале | 15 / 19 |        |
| Озлем Каја       | 1.500 м      | 4:12,55      | 4:20,37        | 6. у гр. 1    | 17 / 19               |            | Нису се квалификовале |         |        |
| Јасемин Џан      | 3.000 м      | 9:03,01      | 8:52,33 КВ, ЛР | 1. у гр. 2    | 8:43,46 НР, ЛР        |            |                       |         |        |
| Тугба Гувенч     | 3.000 м      | 9:07,09      | 9:35,86        | 9. у гр. 2    | Нису се квалификовале | 16 / 17    |                       |         |        |
| Емине Хатун Туна | 3.000 м      | 9:07,08      | 9:36,78        | 7. у гр. 1    | Нису се квалификовале | 17 / 17    |                       |         |        |
| Емел Дерели      | Бацање кугле | 18,36 НР     | 17,10          | 13.           | Нису се квалификовале | 13 / 21    |                       |         |        |